# Riacho He-Hé
Riacho He He (o "Riacho He-Hé"), también conocido como Teniente General Juan Carlos Sánchez, es una localidad que se ubica al extremo oriental norte de la provincia de Formosa, en el Departamento Pilcomayo, a 112 km de su capital, por la RN 11 y luego por la RP 2 asfaltada.

## La Ciudad

### Población y división territorial
Riacho He-Hé cuenta con una población aproximada de 11.500 habitantes, distribuida entre su zona urbana y rural. La zona rural está conformada por diversas colonias y barrios aledaños que pertenecen a su jurisdicción, entre ellos:  
- - La Frontera.
- - El Recodo.
- - Loma Hermosa.
- - Martín Fierro.
- - Barrio La Esperanza.
- - Barrio Obrero.
- - Barrio 20 de Junio.
- - Barrio San Isidro.
- - Barrio San Juan.
- - Barrio La Paz.

### Ubicación y límites geográficos
La localidad se encuentra estratégicamente ubicada dentro de la provincia de Formosa, limitando al norte con diversas ciudades:  
- - Laguna Blanca, a aproximadamente 26 km.
- - Laguna Naick Neck, a unos 35 km.
- - Clorinda, a cerca de 80 km.

Hacia el sur, la capital provincial, Formosa, está situada a 112 km de Riacho He-Hé, siendo el principal centro administrativo y comercial de la región.

### Economía y producción agrícola
Históricamente, el cultivo predominante en la localidad ha sido el algodón, actividad que durante décadas impulsó la economía local. Sin embargo, en tiempos recientes, los productores han explorado alternativas agrícolas que permitan mantener niveles de ingreso similares a los obtenidos con el algodón. Entre los nuevos cultivos que han cobrado relevancia se encuentran:  
- - Banana.
- - Cucurbitáceas (zapallos, sandías, melones).
- - Legumbres.
- - Solanáceas (tomate, pimientos, berenjena).
- - Productos hortícolas.
- - Maíz.
- - Mandioca.
- - Batata.

### Gestión municipal y desarrollo comunitario
La gestión municipal trabaja de manera coordinada con ministerios, instituciones públicas y privadas, entidades educativas y fuerzas de seguridad, fomentando la integración y el desarrollo de la comunidad. Además, impulsa diversas iniciativas para fortalecer el deporte y la actividad física, ofreciendo espacios y apoyo en disciplinas como:  
- - Fútbol.
- - Vóley.
- - Básquet.
- - Taekwondo.

### Características del entorno natural
Riacho He-Hé es reconocido por la calidez de su gente y su hermoso entorno natural. Su paisaje se distingue por su amplia vegetación y biodiversidad, con calles y avenidas arboladas, una cuidadosa parquización y jardines que embellecen su entorno. Además, la zona cuenta con una importante producción agrícola y frutihortícola, lo que refuerza su identidad como una región productiva y sustentable dentro de la provincia de Formosa.

## Historia

### Orígenes de la Colonia Bouvier y los primeros pobladores
Desde tiempos anteriores a 1900, la colonia Bouvier se estableció al este del Río Paraguay, en lo que hoy es territorio argentino. En la margen opuesta, se encuentra la ciudad de Villeta, en la República del Paraguay. La colonia Bouvier, habitada principalmente por paraguayos y correntinos, ha sido históricamente un centro de actividades agrícolas y ganaderas. La administración Bouvier poseía una vasta extensión de tierras, aproximadamente 40 leguas, con condiciones óptimas para la producción agropecuaria. Durante su época de mayor prosperidad, llegó a contar con su propio ingenio azucarero, lo que impulsó el desarrollo de la región.
En 1904, dentro de los campos de Bouvier, se encontraba un paraje denominado Isla Tachy, en referencia al árbol de lapacho. En este lugar residía Don Andrés Gómez junto a su hijo Simeón Gómez, quienes cuidaban una treintena de ganado vacuno de su propiedad, pagando un porcentaje en terneros por el alquiler de los campos. En condiciones similares se encontraban Don Sebastián Fernández y su hijo Eleuterio Fernández, responsables de la hacienda de Don Daniel Idoyaga.

### La Revolución Paraguaya de 1904 y sus consecuencias
Ese mismo año, Paraguay fue sacudido por una sangrienta revolución encabezada por el Dr. General de División Benigno Ferreyra. Debido al conflicto armado, numerosos ciudadanos paraguayos buscaron refugio en la colonia Bouvier. Algunos arribaron con sus pequeñas haciendas, mientras que otros se dedicaron a la agricultura con tierras cedidas por la administración Bouvier o trabajaron para ella en diversas labores. Gracias a la fertilidad del suelo y la dedicación de los nuevos pobladores, la comunidad progresó rápidamente. Con el paso de los años, se consolidó como un núcleo estable, conformado en su mayoría por inmigrantes paraguayos y sus descendientes, quienes ya eran ciudadanos argentinos.
Ante el crecimiento de esta población, la administración Bouvier comenzó a implementar medidas restrictivas para desalojar a los habitantes. Entre los primeros afectados por esta política estuvieron Don Andrés Gómez y su hijo Simeón, quienes decidieron trasladarse hacia una región situada aproximadamente a 18 leguas del Río Paraguay y la colonia Bouvier. Así, el 24 de junio de 1909, fundaron un nuevo asentamiento que denominaron Riacho He-Hé, en honor al curso de agua homónimo. Además, bautizaron su establecimiento ganadero como "San Juan", en reconocimiento a la festividad que se celebraba en ese día. De este modo, se considera que el 24 de junio de 1909 marca el origen de Riacho He-Hé, con la llegada de Don Andrés Gómez y su hijo Simeón como sus primeros pobladores.

### Desarrollo institucional y crecimiento poblacional
El 25 de mayo de 1922 comenzó a funcionar la primera escuela de la localidad, con el maestro Juan Crimaco Morales como su primer docente. La construcción de la escuela fue posible gracias al esfuerzo colectivo de los pobladores, quienes aportaron recursos y trabajo para su establecimiento.
En 1930, se promovió la creación del destacamento policial. La tarea de organizar este servicio recayó en el agente de policía Don Godofredo Gómez, quien posteriormente se convirtió en el primer responsable del destacamento. Este hecho representó un avance significativo en materia de seguridad para la comunidad.
En 1944, se estableció el Juzgado de Paz y el Registro General de las Personas, bajo la dirección de Don Sixto Castor Ayala, quien ocupó el cargo hasta 1961. A partir de ese año, la institución pasó a funcionar exclusivamente como Registro General de las Personas.
En 1947, la Guerra Civil Paraguaya provocó una ola migratoria hacia territorio argentino. Muchas familias paraguayas se asentaron en la región de influencia de Riacho He-Hé, contribuyendo al crecimiento poblacional y económico de la localidad.

### Consolidación administrativa y desarrollo urbano
El 21 de septiembre de 1957 se creó la Comisión de Fomento de Riacho He-Hé, entidad reconocida mediante el Decreto Ley N.º 1.061. Su primer presidente fue Don José Ireneo Daldovo. La Comisión de Fomento tuvo un papel fundamental en el desarrollo de la infraestructura y la organización comunitaria.
El 10 de noviembre de 1976, la Comisión de Fomento fue elevada a la categoría de Municipalidad de segunda categoría por la Ley N.º 428. Desde entonces, la Municipalidad ha desempeñado un papel clave en la prestación de servicios para la comunidad. Entre sus funciones destacan la construcción y mantenimiento de caminos vecinales y urbanos, facilitando el acceso de los productores locales al mercado y asegurando la conectividad de la población. Gracias a estas mejoras en la infraestructura vial, los niños y jóvenes de Riacho He-Hé han podido asistir a las escuelas en condiciones más seguras y cómodas.

### Importancia histórica y cultural
Riacho He-Hé, con más de un siglo de historia, es una localidad con raíces profundas en la migración y el esfuerzo comunitario. Desde sus orígenes, ha sido un refugio para pobladores paraguayos afectados por conflictos políticos, y a lo largo del tiempo ha logrado consolidarse como una comunidad próspera y organizada. Su desarrollo ha estado marcado por la cooperación entre los habitantes, la adaptación a los desafíos del entorno y la implementación de políticas que han permitido su crecimiento sostenido.
Actualmente, Riacho He-Hé continúa siendo un punto de referencia dentro de la provincia de Formosa, preservando su identidad histórica y cultural mientras avanza en nuevas etapas de desarrollo económico y social.

## Geografía
Está atravesada por el Riacho He Hé que nace en las proximidades de la localidad de Tres Lagunas y luego de recorrer aproximadamente 200 km., desemboca en el Río Paraguay. En las proximidades de su desembocadura, se le suman las del arroyo Salvación.

## Educación

### Fundación y desarrollo de la Escuela Provincial de Educación Primaria N.º 64
En 1961, la docente Irene Osorio, egresada de la Escuela Normal Regional de Formosa, inició su labor educativa en la Escuela Provincial N.º 8 de Loma Hermosa, que posteriormente se convertiría en la Escuela Provincial de Educación Primaria N.º 208. Durante su tiempo en la institución, realizó un censo en la colonia vecina Martín Fierro, ubicada sobre la Ruta Provincial N.º 2, a 6 km de Riacho He-Hé. Los resultados revelaron una alta población escolar que, debido a la distancia, no podía acceder a otros establecimientos educativos.
Ante esta necesidad, Irene Osorio, junto con padres y vecinos de la comunidad, gestionó ante el *Consejo General de Educación la creación de una nueva escuela en la colonia. Luego de numerosas solicitudes y trámites, finalmente se obtuvo la autorización para el funcionamiento de la Escuela Provincial de Educación Primaria N.º 64.

### Primeros años y crecimiento de la infraestructura
En aquel entonces, la Escuela N.º 8 estaba dirigida por Gaspar Antonio Ruiz, con el apoyo de Irene Osorio, quien trabajaba en grados simultáneos y atendía una matrícula de 95 alumnos. El edificio contaba con dos aulas de mampostería, operando en ambos turnos. En 1962, se realizó la construcción de una nueva escuela con seis aulas, una dirección, cocina, comedor, baños y dos viviendas para docentes. Los primeros maestros en desempeñarse en la institución fueron Irene Osorio, Olga Cáceres, Homero Fleitas, las hermanas Ojoretta, Amanda Estigarribia y el director Gaspar Antonio Ruiz.
Las actividades escolares iniciaron oficialmente el 12 de abril de 1964 en un local provisorio, cedido en primer lugar por el Sr. Fructuoso Gómez y luego por el Sr. Félix Benítez, quien adquirió la propiedad. El establecimiento inicial consistía en un amplio galpón caballeriza con paredes de palma y piso de tierra. Gracias a la colaboración de padres y vecinos, el galpón fue acondicionado y dividido en dos aulas, equipadas con bancos y pupitres de palmera (caranday) clavados en el piso. La campana de la escuela consistía en una azada grande, mientras que el mástil era una tacuara.

### Construcción del edificio definitivo
Ante el crecimiento de la matrícula escolar, se tomó la decisión de construir un nuevo edificio. El Sr. Ángel Ramón Cáceres donó una hectárea de su chacra, ubicada al frente del galpón caballeriza, al otro lado de la Ruta N.º 2. Gracias a un **subsidio gestionado ante el gobernador de la provincia, Dr. Domingo Alberto Montoya, se pudo concretar la edificación de una escuela con aulas, galerías, baños diferenciados para niñas y varones, y un aljibe con capacidad de 30.000 litros.
El 21 de octubre de 1964, los niños fueron trasladados al nuevo edificio escolar. En esta etapa, Irene Osorio asumió la dirección como personal único, siendo la escuela de tercera categoría, con grados simultáneos. A medida que la matrícula aumentó de 30 a 60 alumnos, y posteriormente a 90, se designaron docentes suplentes para asistir en las clases. Las primeras maestras fueron Isabel Molinas, Alba Luz Duarte, Iris Daldovo, Nelly Ramona Daldovo y Hugo Pastor.
Con el crecimiento sostenido de la institución, la escuela finalmente pasó a ser de segunda categoría, bajo el número 264.

https://commons.m.wikimedia.org/wiki/File:Escuela_N%C2%B064_foto_4.jpg
https://commons.wikimedia.org/wiki/File:Escuela_N%C2%B064_foto_3.jpg
https://commons.m.wikimedia.org/wiki/File:Escuela_N%C2%B064_foto_2.jpg

### Evolución de la Escuela Provincial de Educación Primaria N.º 64
Hoy, una parte de la antigua escuela aún permanece, adornada con sus chivatos en flor, que evocan el recuerdo de una época llena de aprendizaje y formación. Durante décadas, este establecimiento fue el escenario donde numerosos niños recibieron educación basada en valores fundamentales, los cuales siguen presentes en ellos hasta la actualidad. Con el paso del tiempo y los cambios en la infraestructura educativa, la vieja escuelita ha adquirido una nueva identidad. 
Actualmente, funciona como una capilla, convirtiéndose en un espacio de reunión y reflexión para la comunidad. Este cambio simboliza el vínculo entre el pasado y el presente, preservando la esencia de un lugar que ha sido testigo de incontables historias de esfuerzo, crecimiento y compromiso con la educación.

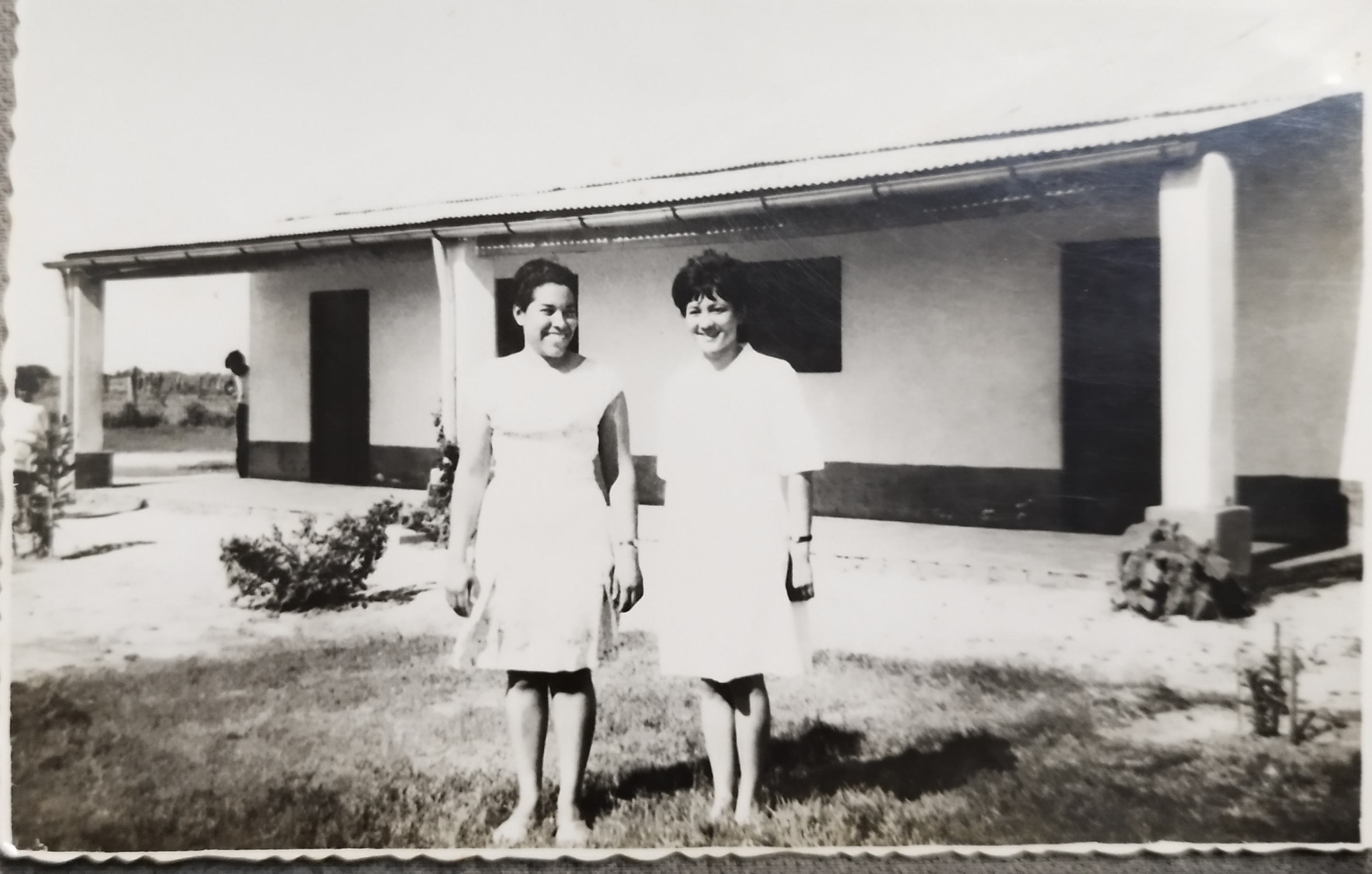
Escuela N° 64 Riacho He He

## Cultura
El 24 de junio se celebra el aniversario de la fundación. Cuenta con un museo histórico municipal, con recopilación de objetos valiosos, los cuales se exhiben en vitrinas.
Actividades Culturales - Deportivas:
- Escuela Infantil de Fútbol de Campo
- Encuentro Cultural - Espacio Joven
- Colonia de Vacaciones
- Encuentro Deportivo en el Galpón Municipal
- Escuela Municipal de Taekwondo
- Escuela Municipal de Folklore
- Festejo Día del Niño